# ТЕС Тема
5°40′27.8″ пн. ш. 0°0′44.0″ сх. д. / 5.674389° пн. ш. 0.012222° сх. д.
ТЕС Тема — теплова електростанція в Гані, розташована у промисловій зоні порту Тема, котрий знаходиться безпосередньо на схід від столиці країни Аккри.
Ще у 1965 році в Гані спорудили дуже потужну (як для цього регіону) гідроелектростанцію Акосомбо (понад 1 ГВт). Проте у 2000-х роках зростання енергоспоживання змусило звернутись до розвитку теплової генерації, чому зокрема сприяв проект Західно-Африканського газопроводу, який зробив можливим надходження блакитного палива з Нігерії. При цьому у промисловій зоні Тема виник цілий кластер ТЕС, однією з яких є станція державної агенції Volta River Authority. Важливо відзначити, що певні генеруючі потужності вона зводила сама, тоді як інші створювались приватними інвесторами з наступною передачею VRA. Так, у 2007 році гірничодобувні компанії Newmont Ghana Limited, Goldfields Ghana, Anglogold-Ashanti та Golden Star Resources, котрі страждали від лімітування енергопостачання, спорудили в Тема станцію Mines Reserve Plant (MRP або VRA 1), що складалась із кількох встановлених на роботу у відкритому циклі турбін компанії Pratt & Whitney: однієї FT4C-3 TwinPac потужністю 45,5 МВт, однієї 1FT-C-3 потужністю 23 МВт та однієї FT4A-11 з показником у 11 МВт.
В наступному році на площадці ТЕС запустили встановлену на роботу у відкритому циклі газову турбіну General Electric типу 9171E потужністю 110 МВт (еталонна ISO-потужність, яка не враховує кліматичні умови, становить 126 МВт). Цей об'єкт носить назву TT1PP (Teme Thermal 1 Power Plant), а разом з розташованою поряд ТЕС CENIT (належить приватному інвестору) — VRA 2.
У тому ж 2008-му тут розмістили першу чергу дизель-генераторної станції потужністю 49,5 МВт (TT2PP), обладнання якої доставили зі Сполучених Штатів за допомогою Ан-124. В 2012-му її доповнили ще однією чергою потужністю 20 МВт. Всього було встановлено 54 генератори Caterpillar типу 3516B.
Крім того, поряд змонтовано шість газових турбін компанії Siemens загальною потужністю 70 МВт — станція VRA 3, проте станом на січень 2018-го остання не рахувалась серед генеруючих потужностей країни.
Варто також відзначити, що введення Західно-Африканського газопроводу відбулось на кілька років пізніше проти первісних планів — у 2010-му, та й після цього траплялись тривалі перебої в постачанні (в той період саботаж на об'єктах нафтогазової сфери у вихідній точці об'єкту — Нігерії — був звичайним явищем, а сама нігерійська електроенергетика сильно страждала від нестачі палива). Як наслідок, ТЕС Тема регулярно працювала на більш дорогих нафтопродуктах.